# Bozca (Avanos)
Bozca (früher Bahçeköy oder Bohça) ist ein Dorf im Bezirk Avanos der türkischen Provinz Nevşehir in der Region Kappadokien. Der Ort liegt in einer Schleife des Kızılırmak südlich des Flusses. Etwa drei Straßenkilometer südlich verläuft die Fernstraße D-300, die Konya im Südwesten mit Kayseri im Osten verbindet.
In der Nähe des Ortes wurde am Anfang des 20. Jahrhunderts die späthethitische Stele von Bohça entdeckt, die heute im Archäologischen Museum Kayseri ausgestellt ist.